# Prasutagos
Prasutagos était roi des Icéniens au Ier siècle apr. J.-C., dans la région qui est aujourd’hui le Norfolk au nord-est de la Grande-Bretagne. Successeur du roi Antedios, qui avait conclu une alliance avec Rome, il régna à partir d'environ 47 apr. J.-C. jusqu'à sa mort. Son épouse, la célèbre reine Boadicée (vers 30 - 61), lui succéda avant d'être spoliée par les Romains. 
L'historien Tacite (58-120) rapporte que le règne de Prasutagos fut long et prospère car pour s'attirer les bonnes grâces de l'empereur Claude (empereur de 41 à 54), il aurait promis que son royaume britto-romain reviendrait à l'Empire romain à sa mort, tout en faisant de sa femme Boadicée et de ses deux filles ses cohéritières par démembrement de la propriété, selon la coutume icène.  
Cette subtile dévolution se révéla malheureuse, faisant entrer le droit coutumier icène en conflit avec la politique de conquête romaine de la Grande Bretagne continuée par l' empereur  Néron (empereur de 54 à 68 apJC). Contrariée d'apprendre le démembrement du royaume, Rome choisit d'ignorer les dispositions prises par le souverain et incorpora le royaume icène dans l'Empire Romain en tant que province. C'est pourquoi Catus Decianus, procurateur romain chargé de « l'exécution testamentaire », leva des impôts, voire préleva des biens et des terres en cas de refus, ce qui fut interprété comme un enchainement d'humiliations envers les Icéniens. Devant leur résistance, le romain alla jusqu'à faire flageller Boadicée devant son peuple et laisser ses deux filles, Julia et Comorra, se faire violer par des légionnaires — châtiments habituellement réservés aux esclaves. 
Ces forfaits déclenchèrent la colère du peuple icénien. Leur désir de justice et de vengeance fut le motif initial de l'une des plus sanglantes révoltes celtes en 61 ap JC.

## Sources
- Venceslas Kruta, Les Celtes, Histoire et Dictionnaire, Éditions Robert Laffont, coll. « Bouquins », Paris, 2000,  (ISBN 2-7028-6261-6).